# 原健三郎
原 健三郎（はら けんざぶろう、1907年〈明治40年〉2月6日 - 2004年〈平成16年〉11月6日）は、日本の政治家。位階は従二位。勲等は勲一等旭日桐花大綬章。
衆議院議員（20期）、衆議院議長（第65代）、衆議院副議長（第43代）を務め、また国務大臣としては労働大臣（第29代・第31代）、国土庁長官（第9代）、北海道開発庁長官（第43代）を歴任。

## 来歴
1907年2月6日、兵庫県津名郡浅野村（現在は北淡町を経て淡路市）に生まれる。旧制兵庫県立洲本中学校を経て1925年、早稲田大学政治経済学部政治学科入学。このころから政治を志し、地元の県議会議員の選挙活動を手伝ったり、代議士の自宅を尋ねたりした。1931年に早大卒業後アメリカ合衆国に渡航し、1935年5月、オレゴン大学大学院政治学研究科修士課程を修了。
ヨーロッパ滞在を経て帰国後、講談社に入社。雑誌『現代』の編集者・編集長を務めたのち、1942年4月に予定されていた第21回衆議院議員総選挙への立候補を一旦届け出たが、洋行の前歴を問題視され、翼賛政治体制協議会の推薦が受けられなかったため断念している。終戦後の1946年4月、大選挙区制で行われた第22回衆議院議員総選挙において兵庫1区から立候補し、初当選した。
政界入り当初は、日本進歩党を経て民主党に所属したが、炭鉱国家管理問題での日本国政府の対応に反発して幣原喜重郎、田中角栄、佐々木秀世らと共に離党し、吉田茂率いる民主自由党に参加した。保守合同にともなって、自由民主党に所属。党内派閥の大野伴睦派、後身の船田中派に属し、船田の死後は中曽根康弘派に参加。
自民党内では広報委員長、国民運動本部長など、衆議院内では運輸委員長、逓信委員長、ロッキード問題調査特別委員長などを歴任した。原の議員在職期間の大半は、総選挙の制度が中選挙区制を採っていた期間と重なり、その間すべての選挙で兵庫2区を地盤とした。
1959年から1961年にかけて、日活製作・配給、児井英生企画作品の製作に関わり、脚本家あるいは原作執筆者として、15作の映画にクレジットされた
労働大臣在任時の1972年に、成人式の講演で「感謝の気持ちを忘れ我を押し通したものが養老院にいる、諸君がそうなっては困る」と発言したことを失言と追及され、辞任に追い込まれた。
1986年7月の第106特別国会より、第65代衆議院議長に就任。自民党が絶対多数の300議席を有するもとで、大型間接税（売上税・消費税）導入をめぐる税制改正問題や、1988年に発覚したリクルート問題に直面し、「厳しい国会運営」を強いられながらも、「税制国会」こと第113臨時国会において、消費税導入を含む税制改革関連6法の成立に尽力した。
その後、第114通常国会会期中の1989年6月、政府予算案の強行採決をめぐる混乱（憲政史上初めて、自民党単独での採決となった）により、衆議院議長を辞任した。なお、衆議院の議長・副議長・仮議長をすべて務めた経験があるのは、原のみである。
議員在職50年を超え、1996年には尾崎行雄・三木武夫に続いて、史上3人目の名誉議員称号資格者となったが、尾崎や三木のように、国会議事堂内に胸像を建てるという前例について、財政難により各党の合意がとれず、称号贈呈および胸像建立の是非は棚上げとなった。
1996年10月の第41回衆議院議員総選挙では、小選挙区制導入にともなって、選挙区の区分が大きく変わった（兵庫9区。阪神間に代わって、これまで選挙地盤ではなかった明石市が区分に含まれるようになった）ことで、苦しい選挙運動を強いられ、「ハラケン危うしお助けください」をスローガンに掲げたが、新進党の宮本一三に敗れ、比例近畿ブロックで復活当選。「神風が吹いた」とコメントした。原は同選挙での最高齢当選者となり、この選挙が最後の立候補となった。
1999年、中曽根派から移行した志帥会の旗揚げに参加。
議員在職中を通じて「生涯現役」「死ぬまで議員であり続ける」と公言していたが、2000年の衆議院解散を機に、20期54年の議員生活を終え、93歳という衆院歴代第2位の高齢で政界を引退した（1位は94歳の尾崎行雄）。同時に引退した年下の櫻内義雄とともに、明治生まれ最後の国会議員だった。また、帝国議会時代から議席を有した、最後の現役国会議員である。
政界引退後は、地元関西のテレビやラジオにコメンテーターとして出演しながら、晩年を過ごした。主な出演番組は『迫って!GABURI。』（MBSテレビ）、『さてはトコトン菊水丸』（MBSラジオ）内の「教えてハラケン」コーナーなど。
2004年11月6日1時52分、心不全のため東京都渋谷区広尾の自宅で死去した。97歳没。

## 人物
- 愛称は「ハラケン」[5]。
- 選挙運動では、「おばはん、たのんまっせ」などと粗野に語りかけるスタイルの演説を用いた[1]。「田舎の人々と同じ言葉を使って政治を語り、政治を論ずるようでなければ、本当の支持は受けられない[6]」との信念に基づいたものであったという。また、妻とともに土下座するパフォーマンスでも知られた[1][5]。
- 自民党国民運動本部長在任時に、大相撲の本場所における内閣総理大臣杯の創設を提案し、実現した。
- 智辯学園の母体となっている弁天宗を信仰していた[7]。また、西宮神社での「十日戎」の際の奉納演説を毎年欠かさず20年間続けた。
- 1980年のモスクワ五輪ボイコットの際、出場を訴える選手たちに「この国家の一大事に飛んだり跳ねたりしたいのか」と発言し、選手らの気持ちを逆なでするとの非難を浴びた。

### 政策
- 初出馬時から、明石海峡大橋の建設を提唱した（架橋構想自体は明治時代から存在し、原のオリジナルではない）。原自身の豪放なキャラクターによる演説は夢物語ととらえられ、ハラケンをもじって「ハシケン」「ホラケン[1]」などと揶揄されたが、1986年に着工が実現した。着工後も、演説で「ハラケン落とせば、橋落ちる[1]」のフレーズを用いるなど、自身の実績をアピールした。淡路市の大橋のふもとにある公園・あわじ花さじき付近に原の功績をたたえる銅像が建てられている。
- 労働大臣在任中に、当時は異例とされていた官公庁の週休二日制をはじめて提唱した。

### フィルモグラフィ
原は映画好きでアメリカ留学中、暇を見てはハリウッドのスタジオを訪れ、ジョン・ウエインやゲーリー・クーパーにも会っているという。1959年（昭和34年）から1961年（昭和36年）にかけて、「渡り鳥シリーズ」全9作品中4作を含めた日活映画15作の脚本および原作を執筆したことになっているが、実際には全作品においてノータッチであったことを複数の人物が自著で明らかにしている。一人は、原とともに脚本にクレジットされた日活の専属脚本家・山崎巌で、もう一人は原の「原作」をいくつか映画化した監督の西河克己である。
これら全作品のプロデューサー・児井英生が、原と早稲田大学の同級生で親交があり、原に有権者や党内に向けたパフォーマンス的肩書きを与えるためクレジットに加えたのだという。自らのオリジナルシナリオを原の「原作」とされた山崎巌はこのことに憤り、原が原作者でないと明かした文章をいくつも発表したが、原からは何の反応はなかったという。反論や抗議をすればボロが出るからではないかとし、また原作者の肩書きを欲したのは芸能界とのパイプがあることを自慢したかったのだろうと山崎は推測している。
なお、児井英生によれば、原が原作に関わった初めは「ギターを持った渡り鳥」で、曲だけ持って原の家を訪れ、ストーリーの相談をし、原のハリウッドの撮影現場の話や日本に輸入されていない映画のストーリーについてなど、三時間程の話をメモした。その後原から映画に関する分厚い資料が届いた、原の資料（原案）をもとに山崎と二人で構想を練った。児井は自著のフィルモグラフィでは「渡り鳥」シリーズ全てを原の原作としている。山崎や西河のいうように、「原作」ではないとしても、全ては原の談話と資料に基づいて構想されたということだろう。
宍戸錠は「箔付けか、体のいい政治献金か」としている。
1959年
「脚本」
- ギターを持った渡り鳥 - 監督：斎藤武市、原作：小川英、共同脚本：山崎巌

「原作」
- 無言の乱斗 - 監督：西河克己、脚本：山崎巌・西河克己

1960年
いずれも「原作」
- 海から来た流れ者 - 監督：山崎徳次郎、脚本：大川久男・山崎巌
- 六三制愚連隊 - 監督：西河克己、脚本：山崎巌・西河克己
- 渡り鳥いつまた帰る - 監督：斎藤武市、脚本：山崎巌・大川久男
- 海を渡る波止場の風 - 監督：山崎徳次郎、脚本：山崎巌・大川久男
- 俺は銀座の騎兵隊 - 監督：野口博志、脚本：山崎巌
- 赤い夕陽の渡り鳥 - 監督：斎藤武市、脚本：山崎巌・大川久男
- 若い突風 - 監督：西河克己、脚本：山崎巌・西河克己
- 南海の狼火（なんかいののろし） - 監督：山崎徳次郎、脚本：山崎巌
- 英雄候補生 - : 監督牛原陽一、脚本：山崎巌
- 大草原の渡り鳥 - 監督斎藤武市、脚本：山崎巌
- 大暴れ風来坊 - 監督：山崎徳次郎、脚本：中久保信成・市川佐登志、構成：山崎巌
- くたばれ愚連隊 - 監督：鈴木清順、脚本：山崎巌

1961年
いずれも「原作」
- 波濤を越える渡り鳥 - 監督：斎藤武市、脚本：山崎巌
- 東京騎士隊（とうきょうナイツ） - 監督：鈴木清順、脚本：山崎巌

## 選挙歴
| 当落                          | 選挙                   | 施行日         | 選挙区      | 政党       | 得票数  | 得票率 | 得票順位 /候補者数 | 比例区   | 比例順位 /候補者数 |
| ----------------------------- | ---------------------- | -------------- | ----------- | ---------- | ------- | ------ | ------------------ | -------- | ------------------ |
| 当                            | 第22回衆議院議員総選挙 | 1946年4月10日  | 兵庫県第1区 | 日本進歩党 | 49,998  |        | 8/79               | -        | -                  |
| 当                            | 第23回衆議院議員総選挙 | 1947年4月25日  | 旧兵庫2区   | 民主党     | 45,842  | 15.2   | 1/19               | -        | -                  |
| 当                            | 第24回衆議院議員総選挙 | 1949年1月23日  | 旧兵庫2区   | 民主自由党 | 64,855  | 19.4   | 1/11               | -        | -                  |
| 当                            | 第25回衆議院議員総選挙 | 1952年10月1日  | 旧兵庫2区   | 自由党     | 42,444  | 11.1   | 2/13               | -        | -                  |
| 当                            | 第26回衆議院議員総選挙 | 1953年4月19日  | 旧兵庫2区   | 自由党     | 38,728  | 10.5   | 4/13               | -        | -                  |
| 当                            | 第27回衆議院議員総選挙 | 1955年2月27日  | 旧兵庫2区   | 自由党     | 40,561  | 10.3   | 4/15               | -        | -                  |
| 当                            | 第28回衆議院議員総選挙 | 1958年5月22日  | 旧兵庫2区   | 自由民主党 | 70,063  | 15.8   | 1/11               | -        | -                  |
| 当                            | 第29回衆議院議員総選挙 | 1960年11月20日 | 旧兵庫2区   | 自由民主党 | 80,386  | 18.4   | 1/9                | -        | -                  |
| 当                            | 第30回衆議院議員総選挙 | 1963年11月21日 | 旧兵庫2区   | 自由民主党 | 107,842 | 22.2   | 1/8                | -        | -                  |
| 当                            | 第31回衆議院議員総選挙 | 1967年1月29日  | 旧兵庫2区   | 自由民主党 | 122,822 | 19.3   | 1/9                | -        | -                  |
| 当                            | 第32回衆議院議員総選挙 | 1969年12月27日 | 旧兵庫2区   | 自由民主党 | 120,632 | 18.4   | 1/12               | -        | -                  |
| 当                            | 第33回衆議院議員総選挙 | 1972年12月10日 | 旧兵庫2区   | 自由民主党 | 134,109 | 20.1   | 1/8                | -        | -                  |
| 当                            | 第34回衆議院議員総選挙 | 1976年12月5日  | 旧兵庫2区   | 自由民主党 | 93,925  | 12.0   | 5/9                | -        | -                  |
| 当                            | 第35回衆議院議員総選挙 | 1979年10月7日  | 旧兵庫2区   | 自由民主党 | 123,116 | 17.1   | 1/11               | -        | -                  |
| 当                            | 第36回衆議院議員総選挙 | 1980年6月22日  | 旧兵庫2区   | 自由民主党 | 135,416 | 16.8   | 2/9                | -        | -                  |
| 当                            | 第37回衆議院議員総選挙 | 1983年12月18日 | 旧兵庫2区   | 自由民主党 | 109,909 | 14.0   | 2/10               | -        | -                  |
| 当                            | 第38回衆議院議員総選挙 | 1986年7月6日   | 旧兵庫2区   | 自由民主党 | 145,311 | 18.0   | 1/8                | -        | -                  |
| 当                            | 第39回衆議院議員総選挙 | 1990年2月18日  | 旧兵庫2区   | 自由民主党 | 96,384  | 10.6   | 5/10               | -        | -                  |
| 当                            | 第40回衆議院議員総選挙 | 1993年7月18日  | 旧兵庫2区   | 自由民主党 | 111,444 | 12.4   | 5/7                | -        | -                  |
| 当（比）                      | 第41回衆議院議員総選挙 | 1996年10月20日 | 兵庫9区     | 自由民主党 | 67,329  | 34.4   | 2/4                | 比例近畿 | 惜敗率89.4%        |
| 当選回数20回 （衆議院議員20） |                        |                |             |            |         |        |                    |          |                    |

## 栄典
- 1996年4月29日　勲一等旭日桐花大綬章

## 関連文献
- 『ハラケン「生涯現役」 元衆議院議長・原健三郎 人生聞き語り』、神戸新聞東京支社編、神戸新聞総合出版センター、2001年、 ISBN 4343001393